# O Rap pelo Rap

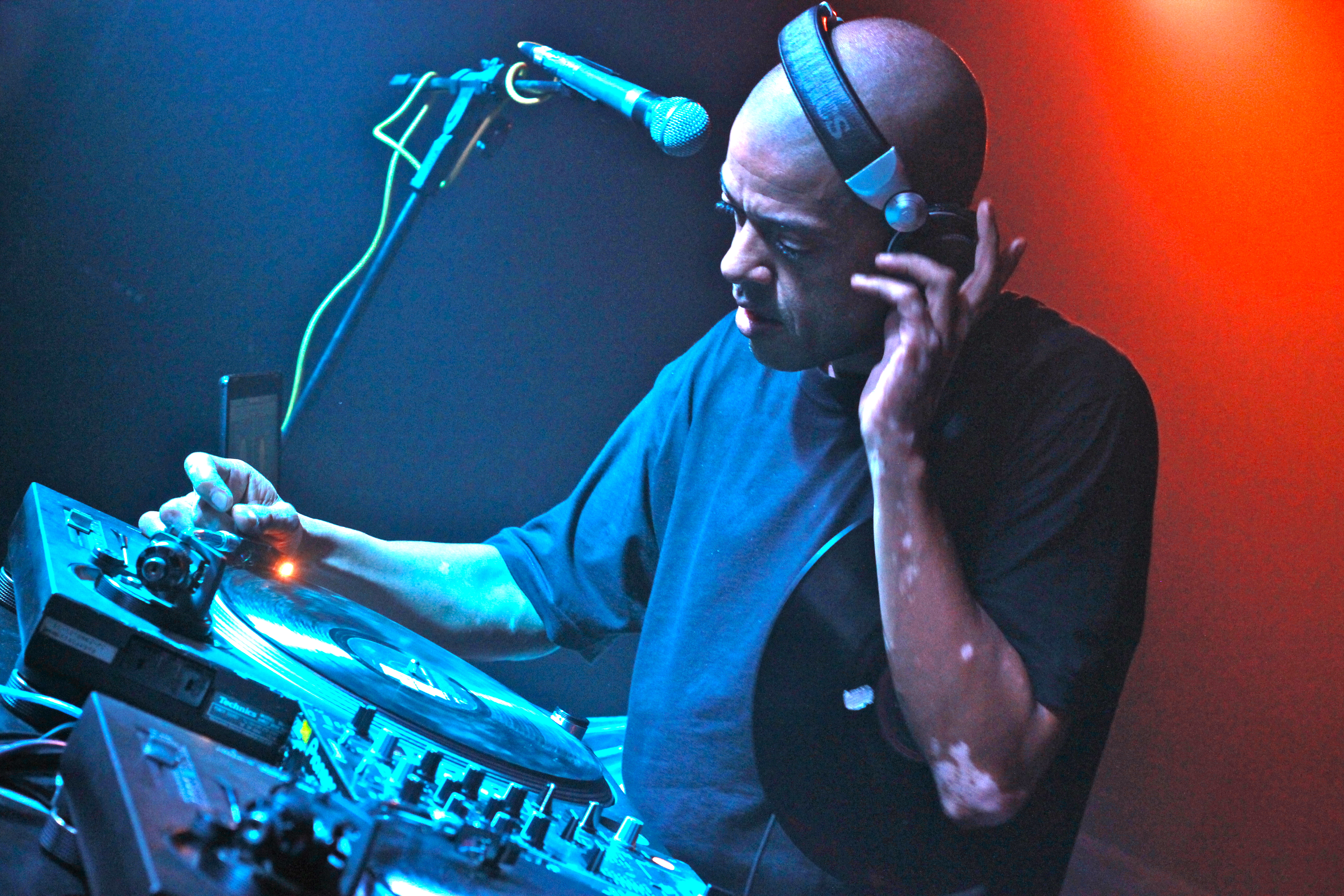
DJ KL Jay do Racionais MC's, um dos participantes do documentário.

O Rap pelo Rap é um filme brasileiro de 2014, do gênero documentário, escrito, dirigido e editado por Pedro Fávero, que trata dos temas rap e hip hop no Brasil.
O longa-metragem de 75 minutos trás entrevistas com 42 artistas do gênero, como: Criolo, DJ Kl Jay (Racionais MC's), Karol Conká, Dexter, Oriente, Haikaiss, Rael, entre outros.
Produzido pela Fitaria Filmes de maneira 100% independente e colaborativa, teve seu lançamento no In Edit Brasil - Festival Internacional do Documentário Musical em 2014. Após isso, passou por alguns Festivais e Mostras pelo Brasil, saiu em DVD, foi exibido nos canais SescTV e MusicBoxBrazil e lançado publicamente no YouTube em 2015.

## Sinopse
Rap bom é rap antigo? Rap e mídia combinam? Qual o futuro do Rap nacional? Ninguém melhor para debater essas perguntas que o próprio Rap. Desde os primeiros a se arriscar no estilo, até os mais recentes astros do underground. Um filme para os aspirantes à MC/DJ/produtor, fãs do gênero e interessados na cultura.
Para fazer este documentário, o diretor Pedro Fávero contou com 42 personagens - entre MCs, DJs e produtores - para fazer um mapa detalhado do gênero no país. Eles falam aqui abertamente sobre os 8 temas propostos pelo filme e procuram entender o Hip Hop no Brasil. O resultado é uma coleção de histórias de muita luta, onde não faltam o eterno começo-fim-recomeço, a superação, as dificuldades de ser compreendido e o sentimento de pertencer a um grupo e muitos estereótipos.
Trata-se de um material básico para quem quer se aprofundar sobre as raízes do movimento e sua importância no Brasil. São 75 minutos que conta com opiniões e histórias de 42 artistas do rap nacional.
O projeto, filmado entre 2012 e 2014, é resultado do Trabalho de Conclusão de Curso (TCC) realizado por Pedro Fávero a partir do curso de Comunicação Social - Rádio e TV (UNESP).
O objetivo principal do projeto é informar, educar e transmitir a cultura do Rap e do Hip Hop para o maior número possível de pessoas.

## Capítulos

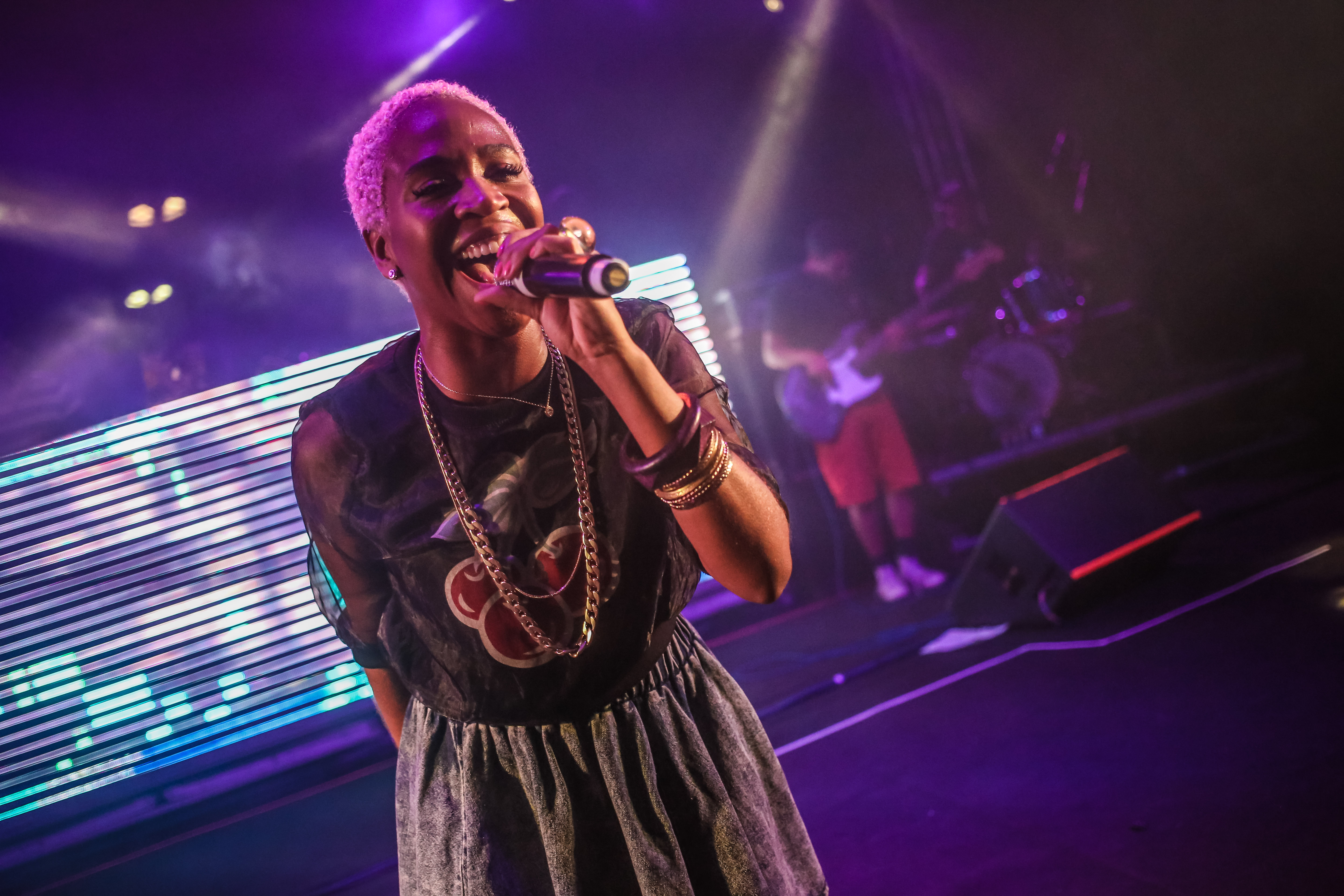
Karol Conká é uma das entrevistadas do filme.

1. Introdução: O Rap
2. Old School × New School
3. A poesia do ritmo
4. O ritmo da poesia
5. A revolução será televisionada?
6. Rap e preconceito
7. Ser um MC
8. Eu quero mais…

## Temas
Os temas abordados nas entrevistas são, entre outros:
- Significado pessoal do rap na vida dos entrevistados
- Diferenças e semelhanças entre as gerações no rap
- Aspectos líricos e musicais do rap
- Como os rappers empreendem hoje em dia
- Sua relação com a mídia
- Quais preconceitos ainda sofrem e por quê
- Dicas para rappers iniciantes
- Suas projeções para o futuro do hip hop no Brasil

## Mostras e festivais
• IN-EDIT - 6o Festival Internacional de Documentário Musical, em cinemas de São Paulo-SP e Salvador-BA, em 2014.
• FAVERA - Festival de Vera Cruz, Goiânia-GO, onde recebeu o prêmio de Melhor Documentário, em 2014.
• 20º Goiânia Noise Festival, durante a mostra "Cine Esquema Noise", em 2014.
• 11ª edição do Festival Imagem-Movimento - FIM, em Macapá-AP, em 2014.
• Casa Fora do Eixo SP, dia 27 de setembro de 2015, onde tiverem debates com entrevistados do filme e shows de rap
• Festival Encontro de Mc's de Juiz de Fora-MG. Exibição e debate, no dia 17 de outubro de 2015
• Universidade Federal de Juiz de Fora, UFJF. Exibição e debate, no dia 4 de novembro de 2015.
• Casa do Hip Hop na Semana de Hip Hop Bauru-SP 2015, exibição e debate, 10 de novembro de 2015.
• Festival Satyrianas, na Matilha Cultural, em São Paulo-SP, dia 21 de novembro de 2015.
• Praça pública em Volta Redonda-RJ, no dia 12 de dezembro de 2015.
• Club88, em Campinas-SP no dia 16 de dezembro de 2015.
• UFSC em Florianópolis-SC, no dia 29 de março de 2016.
• Semana de Imagem e Som, na UFSCar em São Carlos-SP, exibição e debate, 9 de abril de 2016.

• Fundação Casa, em São Paulo-SP, exibição e debate, 13 de junho de 2016.

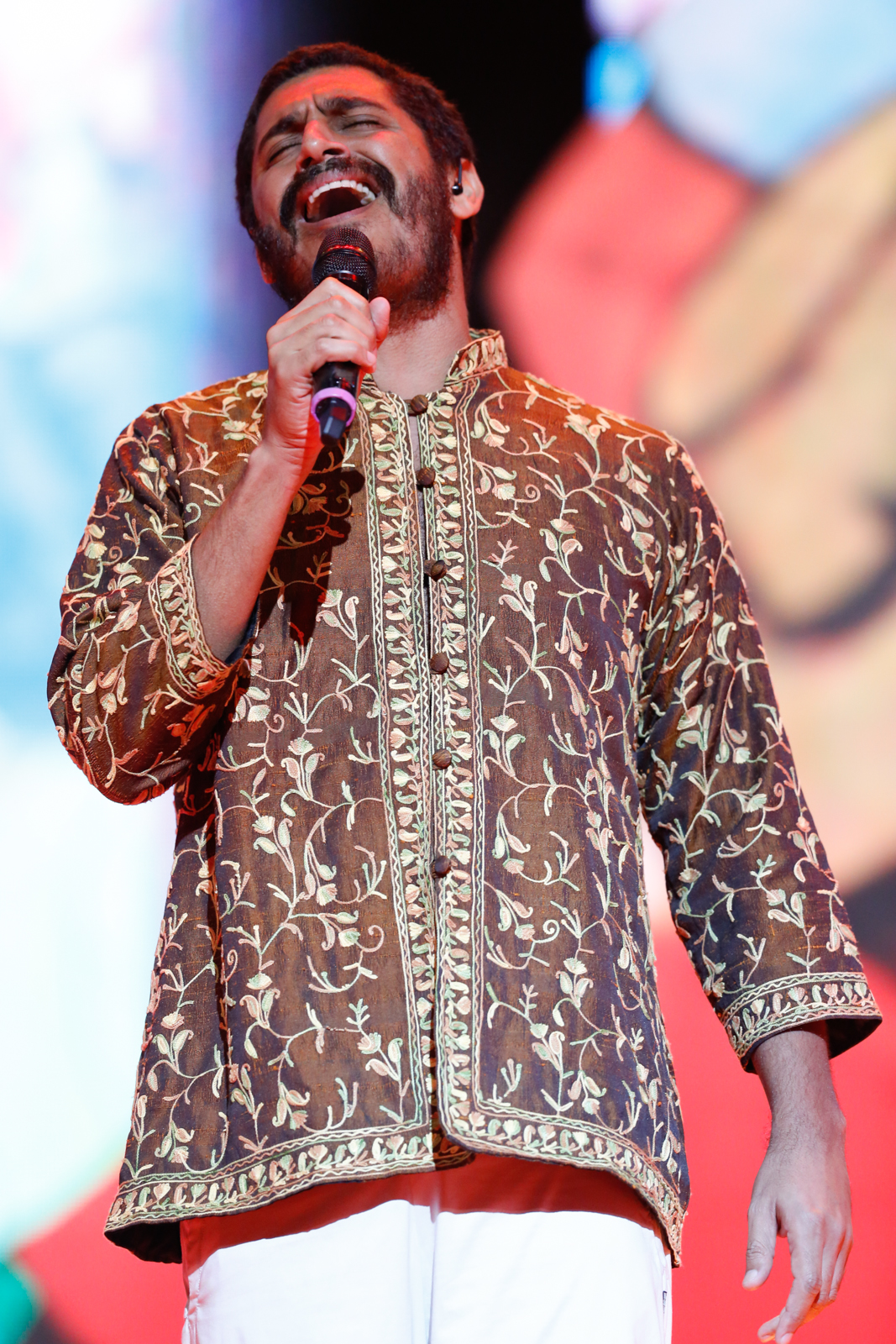
Criolo é um dos grandes nomes do elenco.

## Elenco
- DJ KL Jay
- Criolo
- Karol Conká
- Dexter
- Sandrão RZO
- Rael
- GOG
- Sombra SNJ
- Shaw
- Kamau
- Daniel Ganjaman
- DJ Erick Jay
- DJ Nyack
- De Leve
- Coruja BC1
- Marcello Gugu
- Amiri
- Spinardi
- Qualy
- Spvic
- Dj Sleep
- Rapadura
- Síntese
- DJ RM
- Chino
- Nissin
- Bruno Silva
- Forage
- Geninho Beatbox
- Nave
- M.sário
- Flow MC
- Bitrinho
- Bino
- Lívia Cruz
- Jamés Ventura
- Luca
- Red Niggaz
- Garcez Dirty Lion
- Helibrown
- Jota Guetto
- Vulgo Sau
- Gabriel Flash

## Trilha Sonora
A trilha sonora do documentário é composta por beats instrumentais dos produtores Laudz, Nave, Skeeter, Tuchê, Jay Beats, Cabes, DJ Nato PK, Pok Sombra, Neto e DJ Paolo.

## O Rap pelo Rap - A Série
Como forma de divulgar o filme antes de seu lançamento e utilizar cenas que ficaram fora do corte final, a Fitaria Filmes lançou uma série semanal de 8 capítulos com os participantes do filme, chamada "O Rap Pelo Rap - A Série", disponível no YouTube.
Nesta série, os entrevistados respondem a duas perguntas: “qual seu primeiro contato com o rap?” e “quando você começou a fazer rap?”
"A ideia é utilizar para um bom fim as filmagens que 'sobraram”' De acordo com Fávero, foram 6h de material gravado para apenas 1h15 de documentário." 

## O Rap Tá na Casa
Lançado em 2015 no YouTube, o documentário curta-metragem "O Rap Tá na Casa" retrata como foi a exibição do filme O Rap Pelo Rap na Casa Fora do Eixo em São Paulo-SP, evento que contou com debate sobre Hip Hop com Marcello Gugu, Dj Dan Dan, RedNiggaz, Lívia Cruz, Flip (ZRM), Gabriel Flash, Ísis Carolina e shows de rap de DJ Dan Dan, Síntese, Ingles e Zero Real Marginal.

## O Rap pelo Rap 2
O Rap Pelo Rap 2 é uma continuação do primeiro documentário, lançado em 2019 no In-Edit Brasil - Festival Internacional do Documentário Musical.
Nessa nova sequência foram entrevistados 27 novos artistas: Thaíde, Mano Brown, Djonga, Rincon Sapiência, Froid, Nill, Glória Groove, Dj Miria Alves, WC no Beat, MC Soffia, Rico Dalasam, Baco Exu do Blues, Matéria Prima, Nego E, Dryca Ryzzo, Bivolt, Alt Niss, Karol de Souza, DJ Mayra Maldjian, Tássia Reis, Tatiana Bispo, Drik Barbosa, Stefanie, Brisa Flow, Bárbara Sweet, Victor Xamã e Arit.